# Noemi (EP)
Noemi è il primo EP della cantante italiana omonima pubblicato il 24 aprile 2009 dalla Sony Music.

## Descrizione
Il disco è stato pubblicato all'indomani della partecipazione dell'artista alla seconda edizione del talent show X Factor, dove si è classificata al quinto posto. In esso sono compresi sei brani: quattro inediti e le cover di Il cielo in una stanza di Mina e Albachiara di Vasco Rossi. Di quest'ultima esiste anche un'altra versione che Noemi ha realizzato per conto della compilation X Factor Anteprima Compilation 2009.
Il 10 settembre 2009, durante la prima puntata della terza edizione di X Factor, in cui Noemi ha presentato il singolo L'amore si odia con Fiorella Mannoia, Francesco Facchinetti ha consegnato alla cantante il disco d'oro per l'EP in quanto aveva raggiunto la soglia delle 50 000 copie vendute.
Dall'EP è stato estratto come unico singolo Briciole, che ha riscosso un grande successo sia nelle vendite che alla radio. Il brano si è rivelato essere uno dei tormentoni dell'estate 2009. Il 19 febbraio 2010 è uscita l'edizione deluxe dell'album di debutto dell'artista, Sulla mia pelle, che contiene Briciole e una nuova versione di Vertigini.

## Tracce
1. Briciole – 3:21 (testo: Marco Ciappelli, Diego Calvetti – musica: Francesco Sighieri)
2. Stelle appiccicate – 3:44 (Marco Ciappelli, Diego Calvetti, Luca Chiaravalli, Stefaan Yves Geert Fernande e Lissette Alea)
3. Vertigini – 3:21 (Diego Calvetti, Massimiliano Calò, Giuseppe Romanelli)
4. Credo a ciò che vedo – 3:34 (testo: Marco Ciappelli, Diego Calvetti – musica: Francesco Sighieri)
5. Il cielo in una stanza – 3:35 (Gino Paoli)
6. Albachiara – 2:47 (testo: Vasco Rossi, Taylor Alan – musica: Vasco Rossi)

Durata totale: 20:22

## Formazione
- Noemi – voce, cori
- Pio Stefanini – basso, programmazione, pianoforte, Fender Rhodes
- Francesco Sighieri – chitarra elettrica, chitarra acustica
- Steve Luchi – batteria
- Diego Calvetti – organo Hammond, programmazione, pianoforte, Fender Rhodes
- Lapo Consortini – chitarra elettrica
- Ronny Aglietti – basso
- Raffaele Marabini – batteria
- Luca Ravagni – sassofono tenore
- Jessica Gentini – cori

## Successo commerciale
Noemi è stato certificato disco con oltre 50 000 copie vendute. Fa il suo debutto in top 10 raggiungendo, come massima posizione, l'8ª. Rimane in classifica per oltre 5 mesi, uscendone definitivamente durante la 21ª settimana all'85ª posizione. L'EP occupa anche la 97ª posizione nella classifica European Top 100 Albums stilata da Billboard.
L'EP ottiene buoni risultati nei piazzamenti delle classifiche annuali, raggiungendo la 97ª posizione nella classifica stilata dalla FIMI sugli album più venduti nel 2009.

## Classifiche

### Classifiche settimanali
| Classifica (2009) | Posizione massima |
| ----------------- | ----------------- |
| Europa            | 97                |
| Italia            | 8                 |

### Classifiche di fine anno
| Classifica | Posizione |
| ---------- | --------- |
| Italia     | 97        |